# Édouard Dessein
Édouard Dessein (né le 23 février 1875 à Langres, dans la Haute-Marne et mort le 1er mars 1961  dans la même ville) est un avocat et un homme politique français.

## Biographie
Docteur en droit en 1902, Édouard Dessein s'installe comme avocat à Langres et devient bâtonnier. Il est maire de Langres de 1908 à 1941, conseiller général de 1921 à 1940 et député de la Haute-Marne de 1914 à 1928, siégeant au groupe de la Gauche démocratique, puis des Républicains de gauche. 
Il a présidé la Société historique et archéologique de Langres. 